# Chłopczyca (styl)

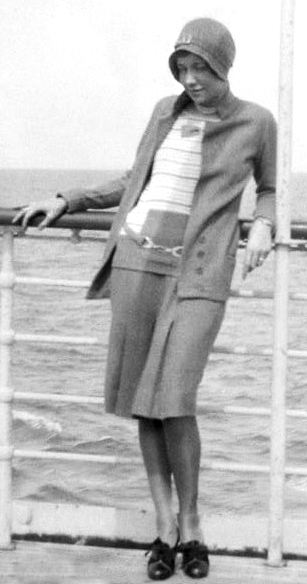
Dziewczyna na statku (1929)

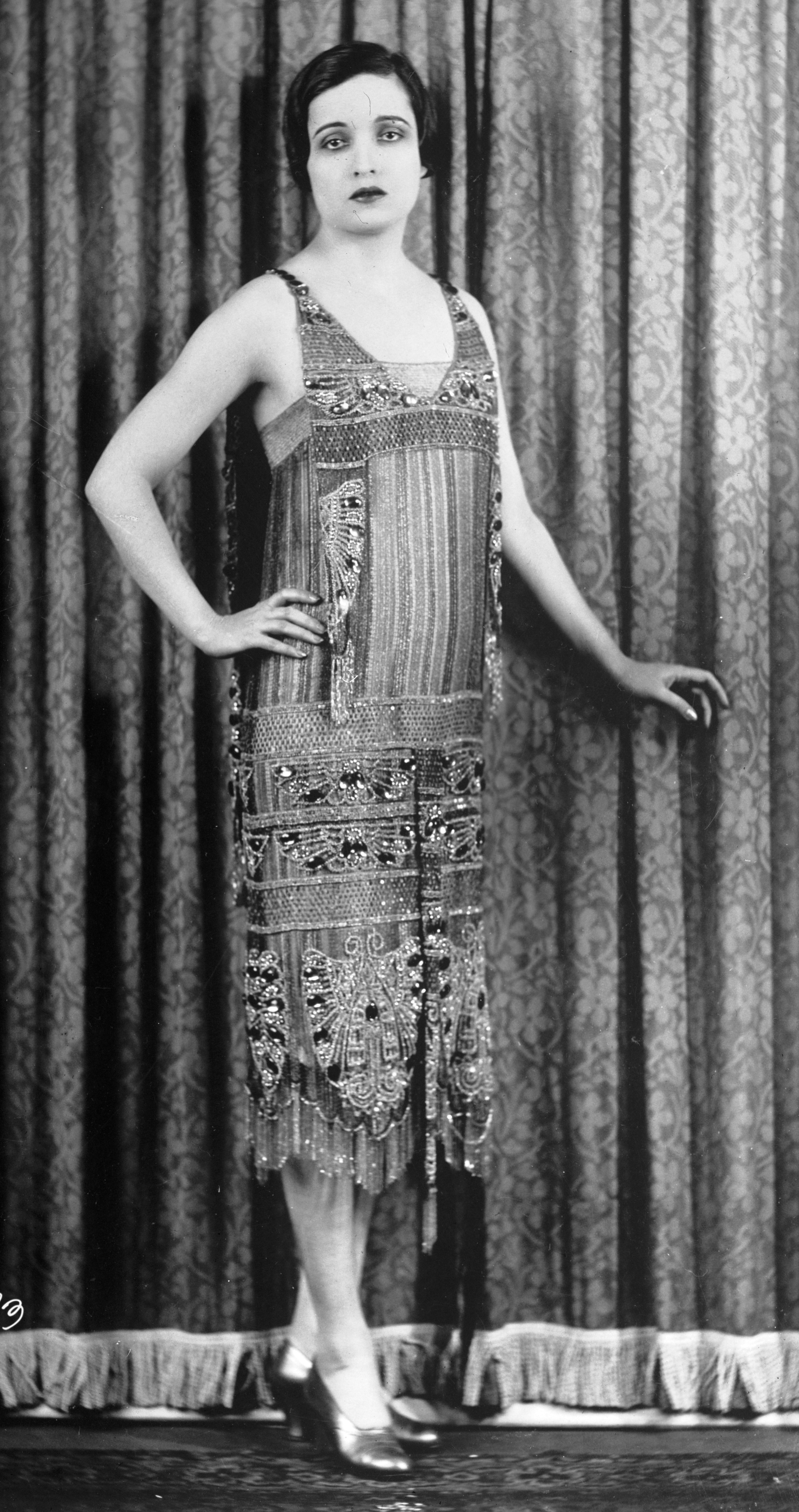
Alice Joyce (1926)

Chłopczyca – określenie młodych kobiet z Zachodu, przeciwstawiających się panującym w latach 20. XX wieku kanonom kobiecości. Prowadziły niezależny, ostentacyjny i prowokujący, jak na tamte czasy, styl życia, podkreślany również za pomocą ubioru, maskującego kobiece cechy fizyczne (biust, wcięcie w talii) i nadającego figurze wysmukłą, chłopięcą sylwetkę, a także fryzury (krótkie włosy).
Styl mody garçonne (fr. garçon – chłopiec) wprowadziła francuska projektantka, Coco Chanel. Jej wizerunek „chłopczycy” przyjął się szybko w Wielkiej Brytanii i Stanach Zjednoczonych, gdzie został nazwany flapper (ang. podlotek, podfruwajka). Słowo flapper było używane jeszcze przed pojawieniem się stylu „chłopczyca”.
Kontrkultura „chłopczyc” powstała w okresie liberalizmu, społecznych i politycznych zawirowań, i zwiększonej transatlantyckiej wymiany kulturalnej, które nastąpiły po zakończeniu I wojny światowej, w tym również eksportu amerykańskiej kultury jazzu do Europy. Była oderwaniem się od moralności i konwencji epoki wiktoriańskiej.
Wydana w 1922 roku bestsellerowa powieść Chłopczyca (La Garçonne) francuskiego pisarza Victora Margueritte wywołała skandal obyczajowy.

## Flappersw Stanach Zjednoczonych
Do jednych z pierwszych znanych „flapperek” zalicza się amerykańską pisarkę Zeldę Sayre Fitzgerald. Jej mąż, pisarz Francis Scott Fitzgerald, pisarka Anita Loos, a także ilustratorzy tacy jak John Held Jr., Ethel Hays i Faith Burrows spopularyzowali wizerunek i styl życia „flapperek” w swojej twórczości. Ich „chłopczyce” były atrakcyjne, brawurowe i niezależne. Fitzgerald opisywał idealne „flapperki” jako „urocze, kosztowne i mające około dziewiętnastu lat”. Held przedstawiał je na swoich rysunkach jako młode dziewczęta noszące rozpięte kalosze, które wydawały odgłosy „trzepotania” (ang. flap) podczas chodzenia.
Określenie flapper w połączeniu ze związanym z nim wizerunkiem „chłopczycy” pojawiło się po raz pierwszy w amerykańskiej kinematografii wraz z filmem The Flapper z 1920 roku. Była to popularna wówczas produkcja w reżyserii Alana Croslanda, zrealizowana według scenariusza Frances Marion, z Olive Thomas w roli tytułowej. Główna bohaterka sprzeciwia się konwencjom epoki wiktoriańskiej. W 1917 Olive Thomas wystąpiła w podobnej roli, jednak nie użyto tam jeszcze terminu flapper. W swoich ostatnich filmach (zmarła we wrześniu 1920), aktorka ta była widziana już jako uosobienie tego stylu. Pozostałe gwiazdy kina niemego, takie jak Clara Bow, Louise Brooks i Joan Crawford, wkrótce zbudowały swoje kariery w oparciu o ten sam wizerunek. „Chłopczyca” stała się symbolem dla nowej generacji kobiet.
Do krytyków mody na „flapperki” zaliczała się amerykańska poetka i pisarka, Dorothy Parker. Napisała ona m.in. utwór The Flapper, w którym wyśmiewała ten trend. Sekretarz Pracy Stanów Zjednoczonych z kolei potępił „nonszalancję palącej papierosy, popijającej koktajle flapperki”. Harwardzki psycholog stwierdził natomiast, że „flapperki” miały „najniższy poziom inteligencji” i stanowiły „beznadziejny problem dla nauczycieli”.

### Chłopczyca idealna

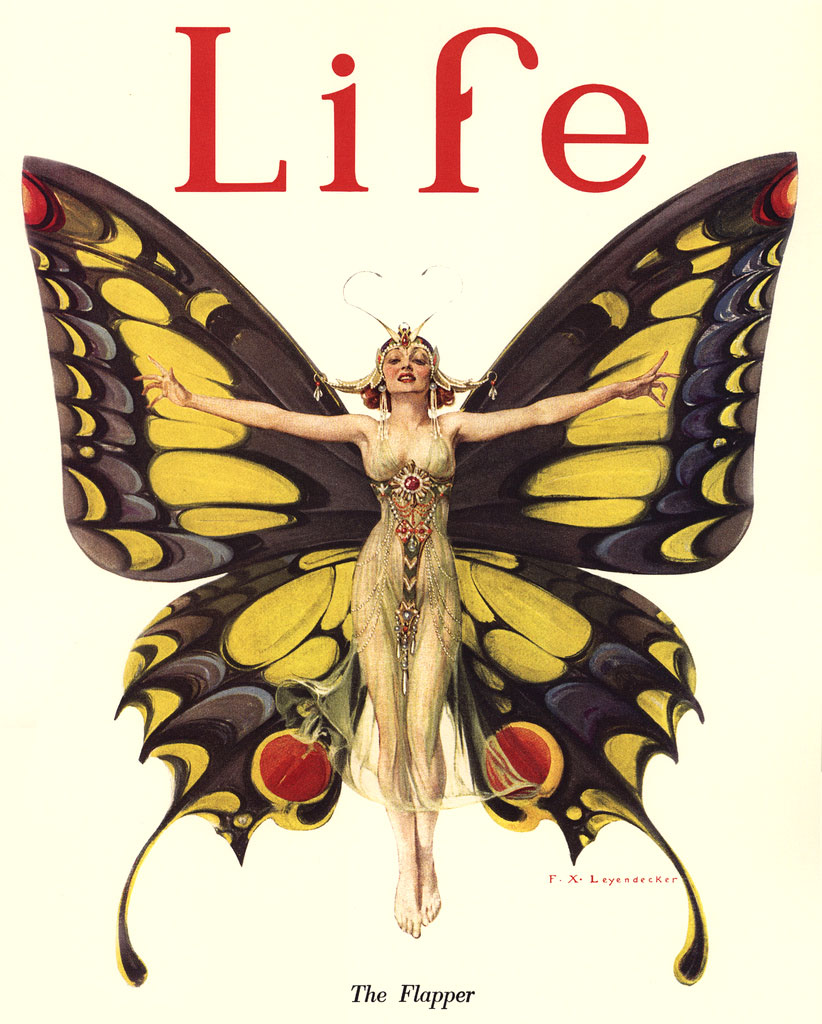
The Flapper (Chłopczyca) na okładce magazynu Life, rysunek Franka Xaviera Leyendeckera (1922)

#### Wygląd
Idealna „chłopczyca” była przeciwieństwem tzw. Gibson Girl. Stosowała mocny makijaż, do tej pory zarezerwowany dla aktorek i kobiet lekkich obyczajów. Pudrowała twarz (początkowo dosyć jasno, później popularne stały się bardziej opalone twarze, o zdrowym wyglądzie), malowała usta szminką w kolorze nasyconej, głębokiej czerwieni, oczy w ciemnej oprawie podkreślała czarną kredką, a na policzki nanosiła ruchem kołowym róż. Zamiast długich włosów upiętych w kok miała krótką fryzurę bob, później zastąpioną przez shingle bob i eton crop. Do tego pasowały kapelusze bez ronda zwane cloche i czapki newsboy (przypominające kaszkiety). Nie nosiła gorsetu ani innych zbędnych warstw odzienia krępujących swobodę ruchów. Ubierała się w spódniczki lub sukienki z przedłużanym stanem, niepodkreślające biustu, talii ani bioder, często odkrywające ramiona, przyozdobione frędzlami. Ich długość stopniowo się zmniejszała od roku 1920, sięgając między 1925 a 1927 kolan. Na nogach miała pończochy ze sztucznego jedwabiu (od 1923 roku), które czasem podwijała. Jej buty miały płaskie obcasy lub wysokie, osiągające 5-8 centymetrów wysokości. Ubierała się także m.in. w bluzki z kołnierzami typu Piotruś Pan (małe, płaskie kołnierze o zaokrąglonych krawędziach). W celu uzyskania chłopięcej figury, dziewczyny ciasno owijały swoje piersi pasami materiału.

#### Zachowanie
Idealna „chłopczyca” otwarcie piła alkohol, nosząc przy sobie piersiówkę, mimo panującej w Stanach Zjednoczonych prohibicji w latach 1919–1933. Paliła papierosy przez długie lufki. Uwielbiała tańczyć i chodziła wieczorami do klubów jazzowych. Popularne były wówczas dynamiczne tańce, takie jak Charleston, Black Bottom oraz Shimmy. Idealna „flapperka” kierowała automobilem i miała swobodne podejście do seksu. „Chłopczyce” zaczęły chodzić na randki i uprawiały petting. Tzw. petting parties, czyli prywatki, na których pary całowały się i przytulały, czasem przechodząc do „prawdziwego” pettingu, stały się bardzo popularne w latach 20. „Flapperki” posługiwały się również własnym slangiem, np. pieniądze nazywały cukrem (ang. sugar), a ładną, lecz głupią dziewczynę określały mianem pomidora (ang. tomato).

## Galeria

Okładka magazynu The Flapper (listopad 1922) z Billie Dove w kostiumie do futbolu.
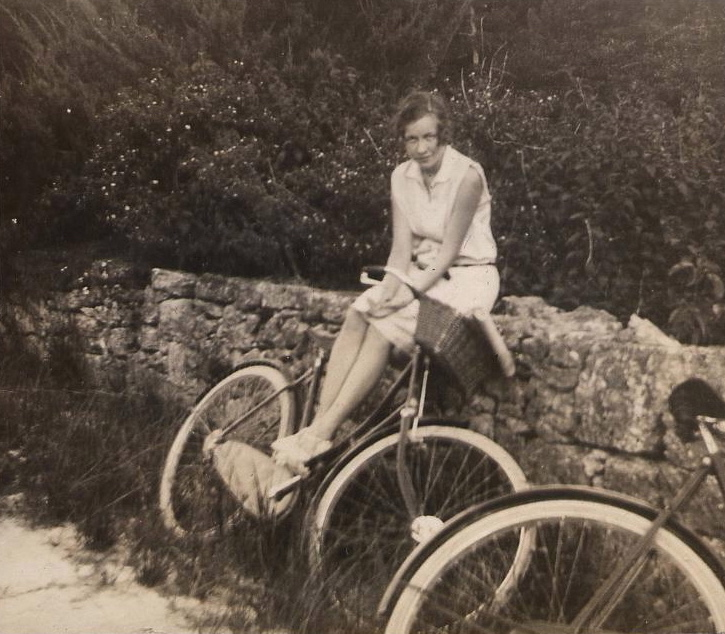
Dziewczyna-turystka z rowerem (Bermudy, 1929).
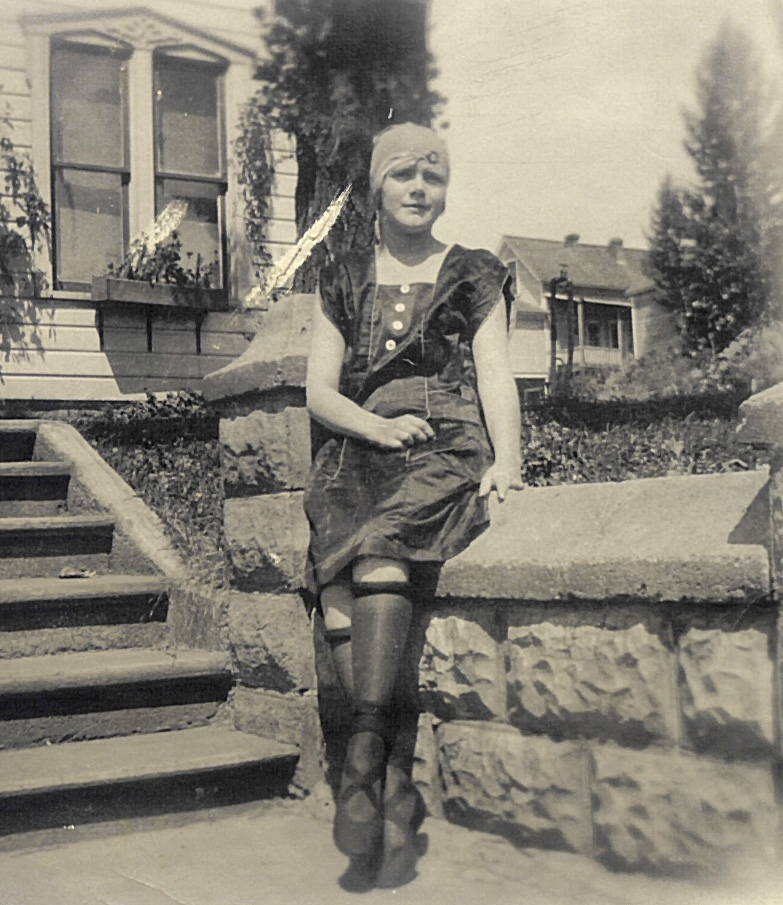
Dziewczyna z podwiniętymi pończochami (Moscow, Idaho, 1922).
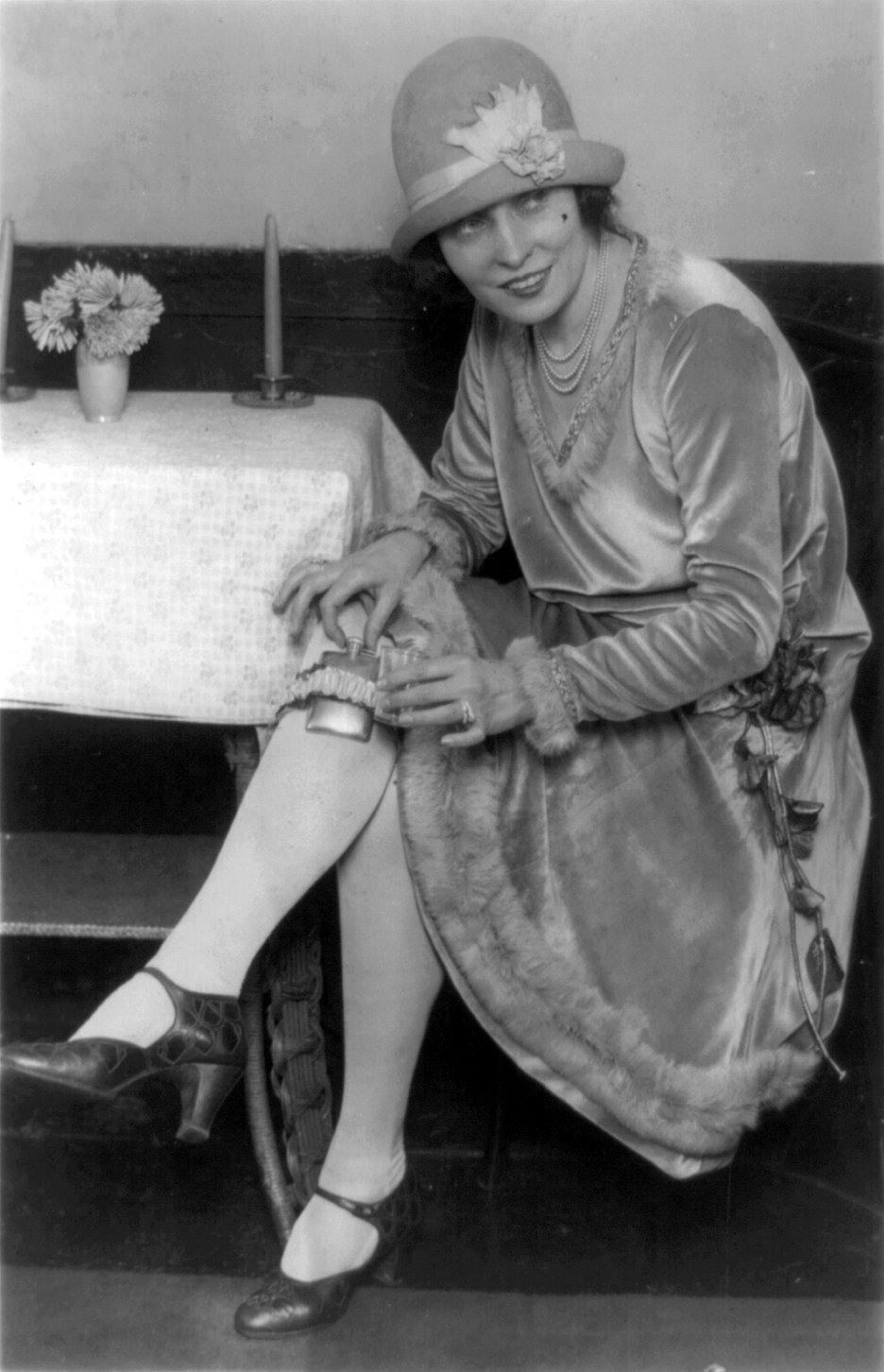
Kobieta demonstrująca piersiówkę ukrytą pod podwiązką (USA, styczeń 1926).
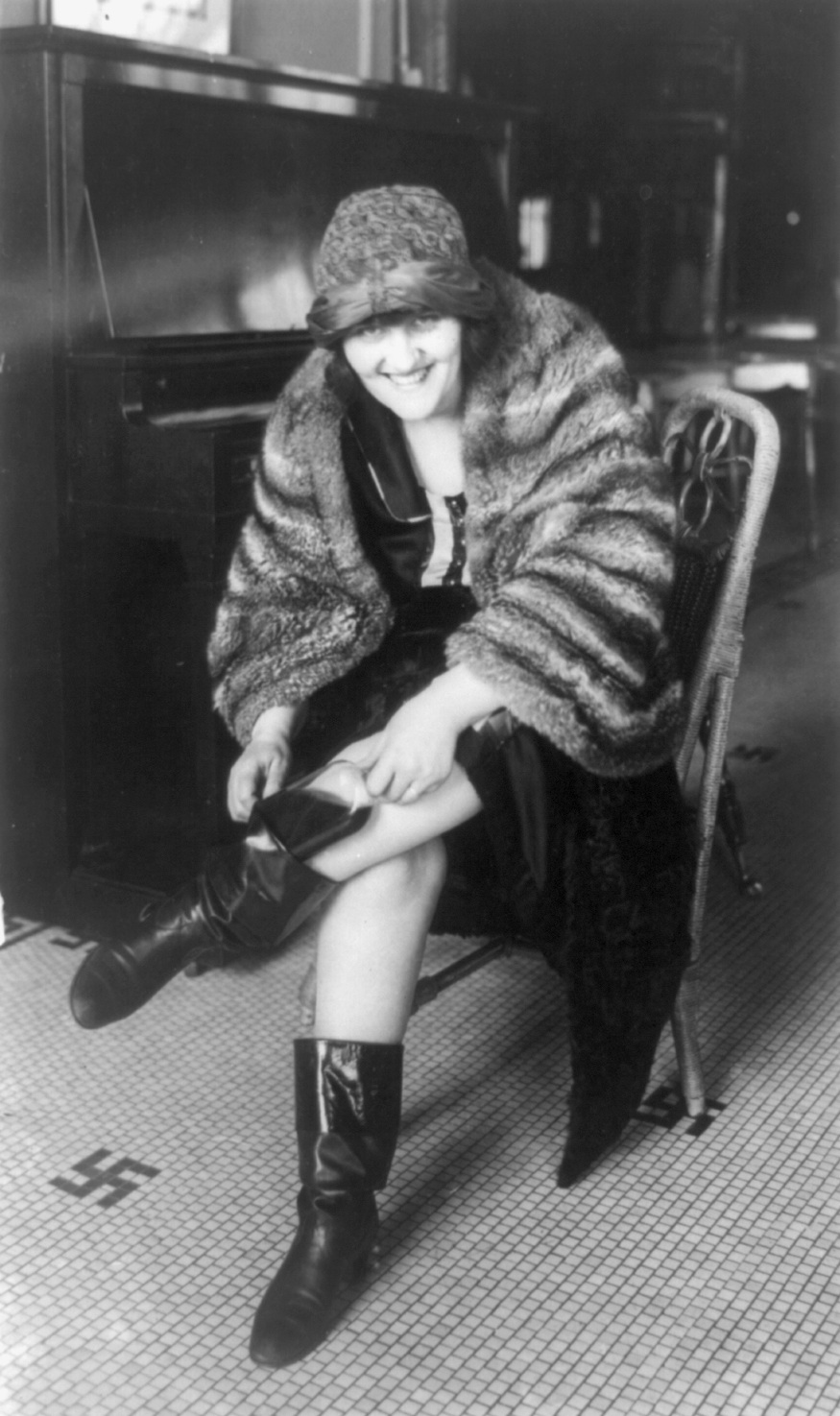
Kobieta z piersiówką w kozaku (Waszyngton, D.C., styczeń 1922).
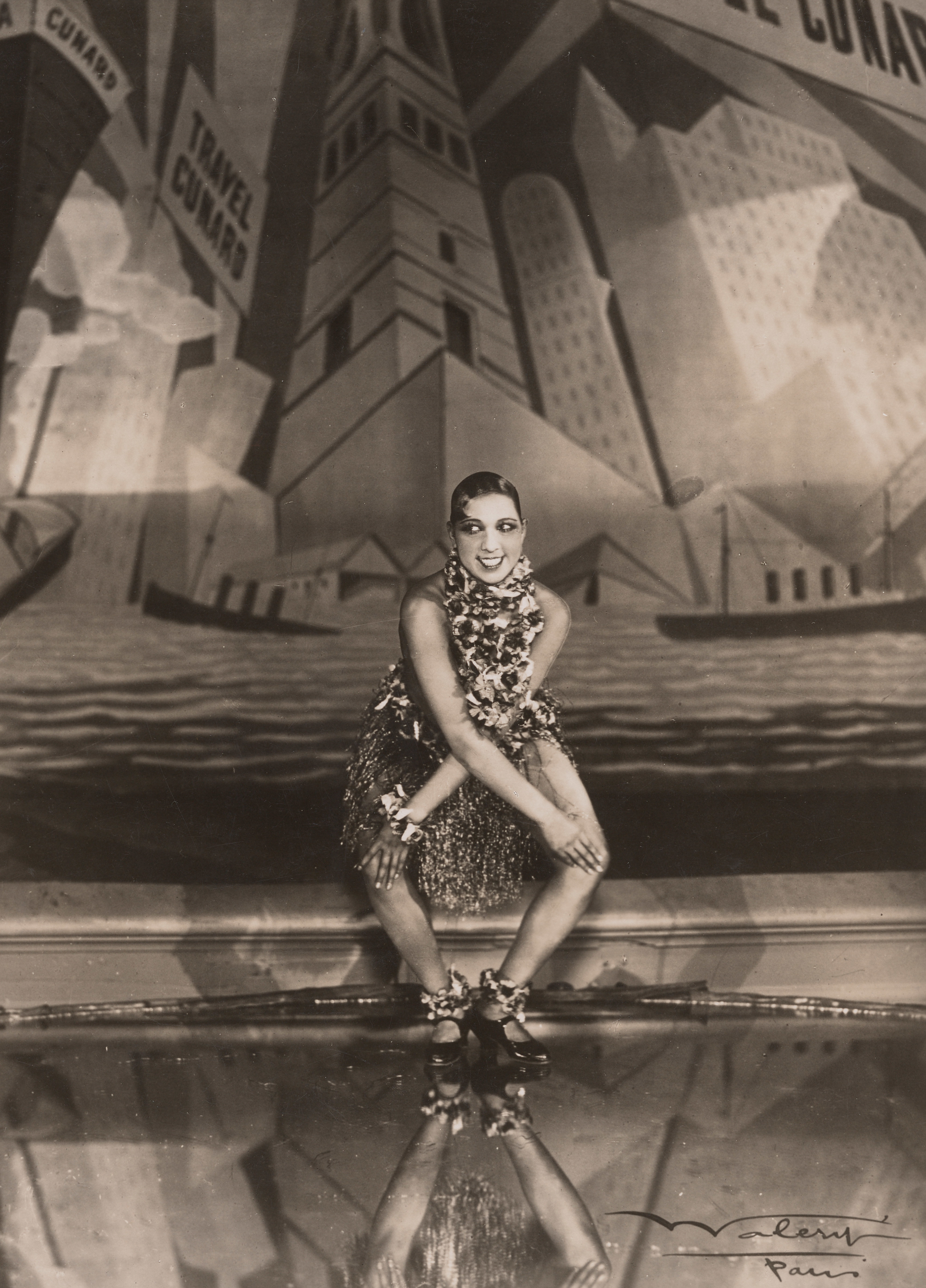
Josephine Baker w tańcu Charleston, w charakterystycznej dla niej fryzurze eton crop (1926).
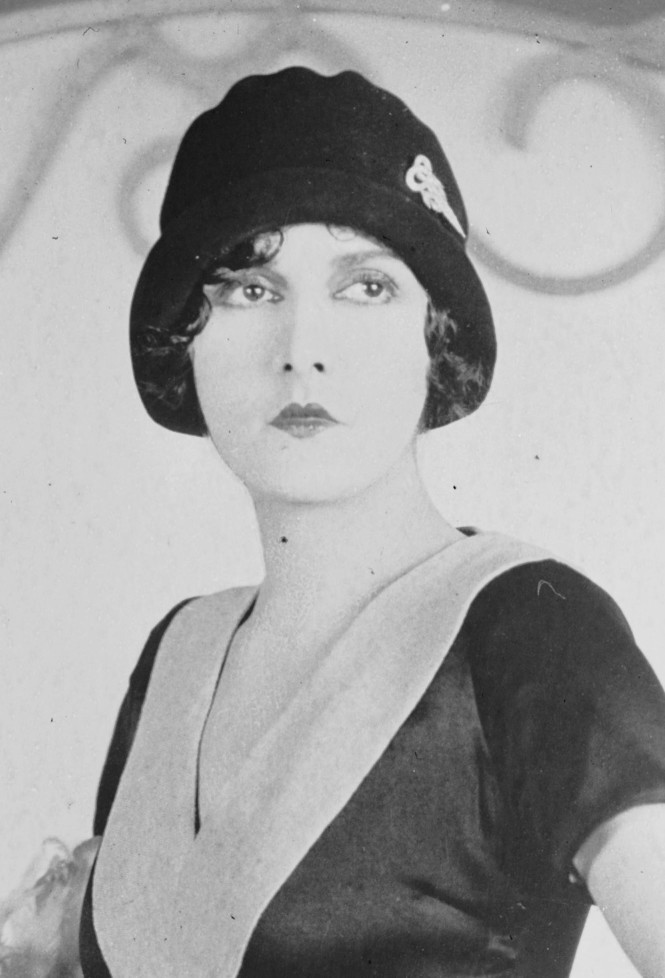
Evelyn Brent z ustami umalowanymi w kształt tzw. Łuku Kupidyna (Cupid’s Bow).
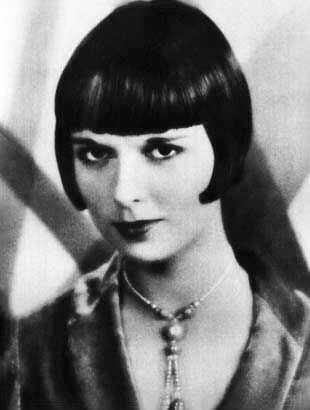
Louise Brooks (1930).
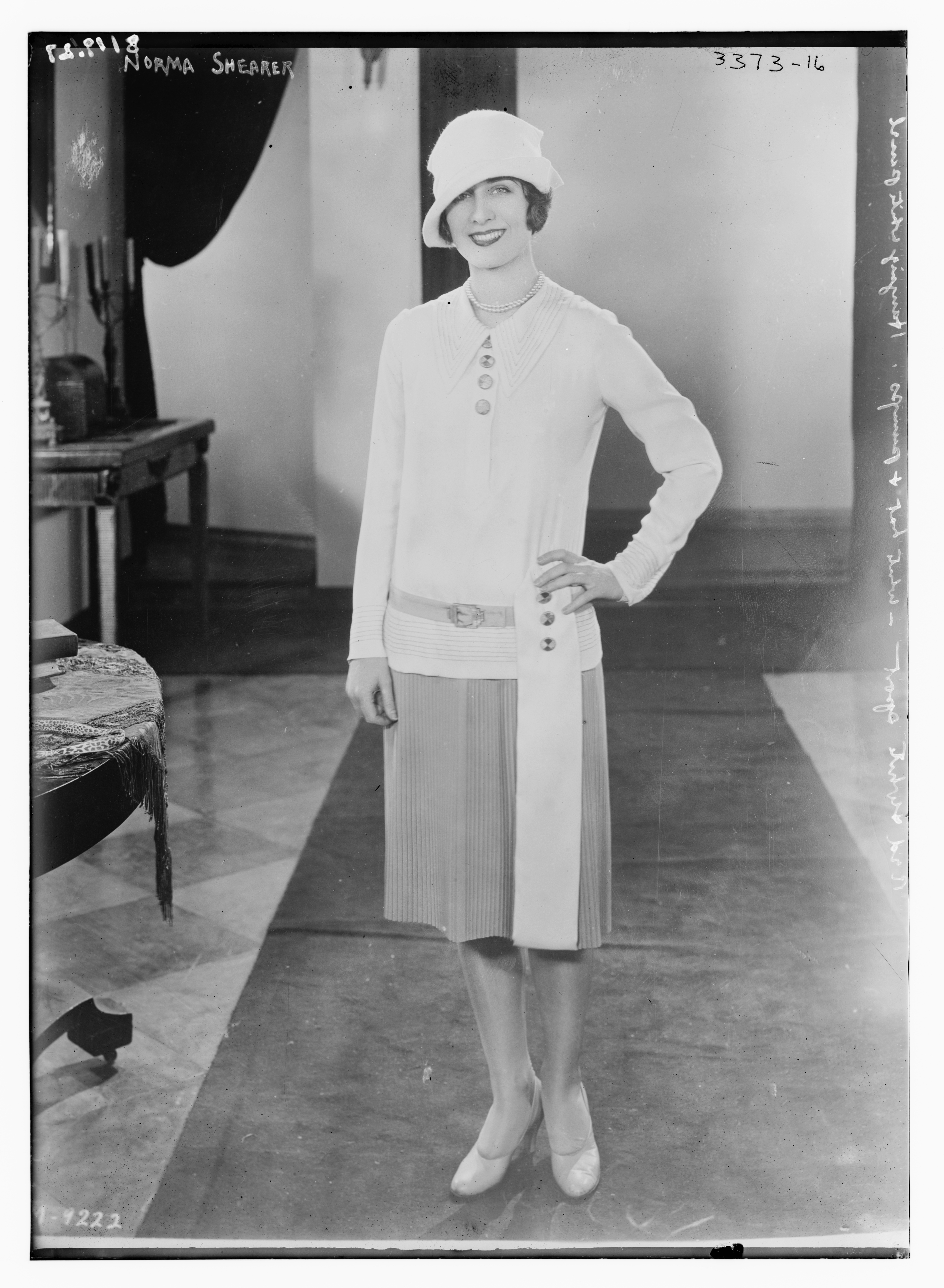
Norma Shearer w krótkiej spódniczce (1927).
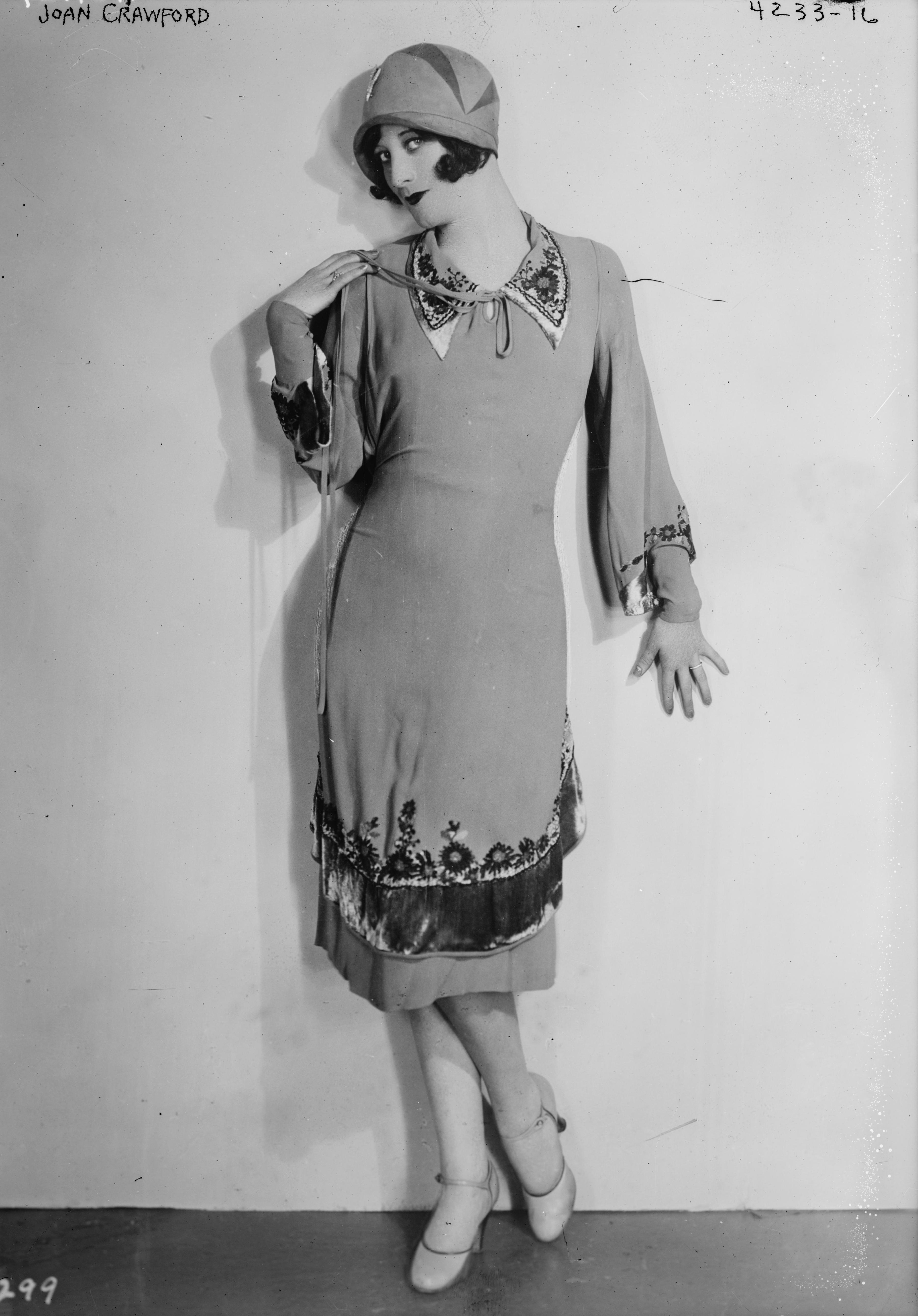
Joan Crawford (kwiecień 1927).